# Teorema della farfalla

In matematica, e in particolare in geometria euclidea, il teorema della farfalla afferma che:
sia {\displaystyle M} il punto medio di una corda {\displaystyle PQ} di un cerchio e siano {\displaystyle AB} e {\displaystyle CD} altre due corde passanti per {\displaystyle M} e siano {\displaystyle X} e {\displaystyle Y} i punti di intersezione tra le corde {\displaystyle AD} e {\displaystyle BC} e la corda {\displaystyle PQ} rispettivamente. Allora {\displaystyle M} sarà il punto medio di {\displaystyle XY}.

## Dimostrazione

Dimostrazione del Teorema della farfalla

Siano {\displaystyle XX'} e {\displaystyle XX''} le perpendicolari, condotte da {\displaystyle X}, rispettivamente a {\displaystyle AM} e a {\displaystyle DM}. In modo analogo, siano {\displaystyle YY'} e {\displaystyle YY''} le perpendicolari, condotte da {\displaystyle Y}, rispettivamente a {\displaystyle BM} e a {\displaystyle CM}.
Adesso, poiché
{\displaystyle \triangle MXX'\sim \triangle MYY',\,}
{\displaystyle {MX \over MY}={XX' \over YY'},}
{\displaystyle \triangle MXX''\sim \triangle MYY'',\,}
{\displaystyle {MX \over MY}={XX'' \over YY''},}
{\displaystyle \triangle AXX'\sim \triangle CYY'',\,}
{\displaystyle {XX' \over YY''}={AX \over CY},}
{\displaystyle \triangle DXX''\sim \triangle BYY',\,}
{\displaystyle {XX'' \over YY'}={DX \over BY},}
Dalle precedenti equazioni, si può facilmente dedurre che
{\displaystyle \left({MX \over MY}\right)^{2}={XX' \over YY'}{XX'' \over YY''},}
{\displaystyle {}={AX.DX \over CY.BY},}
{\displaystyle {}={PX.QX \over PY.QY},}
{\displaystyle {}={(PM-XM).(MQ+XM) \over (PM+MY).(QM-MY)},}
{\displaystyle {}={(PM)^{2}-(MX)^{2} \over (PM)^{2}-(MY)^{2}},}
poiché {\displaystyle PM} = {\displaystyle MQ}
Ora,
{\displaystyle {(MX)^{2} \over (MY)^{2}}={(PM)^{2}-(MX)^{2} \over (PM)^{2}-(MY)^{2}}.}
Pertanto, possiamo concludere che
{\displaystyle MX=MY,}, ovvero {\displaystyle M} è il punto medio di {\displaystyle XY.}